# Nico van der Burgt
Nico van der Burgt (Soest, 25 november 1983) is een Nederlands para-triatleet die heeft meegedaan aan de Paralympische spelen 2024 en hierbij een bronzen medaille wist te winnen. Van der Brugt komt uit in de PTS3 klasse.

## Levensloop
Vaan der Brugt is geboren met een lichamelijke beperking, vanaf zijn heup tot aan zijn voeten is er sprake van een spierverkorting. Bij het lopen valt dit niet bij, wel bij het hardlopen. Dit komt omdat van der Brugt zijn voeten naar binnen staan en hij zijn benen niet goed naar achteren kunt zwaaien. Het weerhield hem niet om te gaan sporten.
Dat van der Brugt nog een klein jongetje was deed hij aan judo, turnen, waterpolo en hockey tergelijketijd. Daarna bogon paratriathlon en topsport eerst als een gropje. Een vriend die arts is vroeg (begin 2018) aan mij “Nico waarom ga jij niet op jouw niveau meedoen aan Paratriathlon. Je sport al zoveel en levert mooie sportprestaties.” Van der Brugt vond dat hij niet gehandicapt is en zag er in de eerse instantie niets in. Daarna ging van der Brugt toch naar de paralympische talenten dag van 2018 op Papendal. Dit pakte goed uit. De eerste internationale wedstrijd voor de Nederlands Paratriahlonploeg was in het Japanse Yokohama (2019) waar hij eerste werd. Bij de tweede wedstrijd in Montreal werd van den Brugt tweede. Na deze twee wedstrijden kon van den Brugt zijn topsportstatus bij NOC*NSF aanvragen, waardoor hij niet meer afhankelijk is van zijn baan als leraar op de Inholland Hogeschool in Amsterdam. Van den Brugt is hierbij een docent Social Work. Hierdoor wilde van den Brugt alles op alles zetten om de Paralympische Zomerspelen 2020 halen. Hiervoor heeft hij in overleg met zijn teamleider een jaar onbetaald verlof aangevraagd om zich hiervoor volledig te kunnen focussen.
De klasse waarin van der Brugt uitkomt is niet paralympisch. Om deze triatleten toch een kans te geven op deelnemaken, mogen de heren uit de PTS3 en PTS klassen wel meedoen in de PTS4 klasse. Zij hebben alleen een zwaardere beperking, dus het is gewoon heel lastig om zich hiervoor te plaatsen. Om zich hiervoor te plaatsen heeft van den Brugt een de top-6 (of top-9) op de wereldranglijst nodig om kwalificatie af te dwingen. Mede doordit lukt het van den Brugt niet om zich te plaatsen voor de Paralympische Zomerspelen 2020 op de wereldranglijst werd hij twintigste.
Voor het nieuwe Paralympische cyclus staat de PTS3 klasse wel op het programma. Dit is een kans om zich daarvoor nu wel te plaatsen. Van der Brugt weet èèn bronzen wereldkampioenschapsmedaille en twee zilveren europese kampioenschapsmedalles te winnen. Ook werden er World Series in Swansea en Montréal, waarna van der Brugt daarnast tientallen medailles wint in de wereldbeker en World Series.
Voor Paralympische Zomerspelen 2024 plaatst de top negen van de wereldranglijst zich direct. Van der Brugt eindigd als tweede en plaatst zich dus voor zijn eerste Paralympische spelen. Na 750 meter zwemmen was het de Spanjaard Daniel Molina die met 11:22 minuut het snelste bleek, maar van der Burgt zat daar slechts vier seconden achter en had dus prima aansluiting. De Duitser Max Gelhaar volgde op zo’n twintig seconden, maar dichtte het gaatje op de fiets en zo ontstond er dus een kopgroep van drie man. Uitgerekend de snelste zwemmer, Molina, moest al na een paar kilometer op de fiets lossen en zag dat Van der Burgt en Gelhaar er met z’n tweeën vandoor gingen. Die situatie bleef ongewijzigd tot in T2; Van der Burgt en Gelhaar bleven samen en begonnen tegelijkertijd aan de afsluitende vijf kilometer hardlopen, terwijl Molina zich nog niet volledig gewonnen gaf en op vijftig seconden achterstand aan de run begon. Tijdens het lopen bleek er echter geen maat te staan op de op achterstand geraakte Spanjaard: terwijl Gelhaar in de eerste kilometer zo’n tien seconden wegliep bij Van der Burgt, was het Molina die zijn vizier op scherp had staan en beide mannen tot slechts een paar seconden naderde. Niet veel later ging hij zelfs aan zowel Van der Burgt als Gelhaar voorbij, om uiteindelijk naar de overwinning en dus Paralympische titel te lopen. Molina won de race in 1:08:05. Gelhaar werd tweede in 1:08:43 en Van der Burgt won het brons in 1:09:24. Tijdens de Olympische Spelen was er ook dagenlang onduidelijkheid over de triatlon en het open water zwemmen. Uiteindelijk zijn alle evenementen doorgegaan, maar dat had wel de nodige gevolgen. Verschillende atleten werden flink ziek en een enkeling belandde zelfs in het ziekenhuis.

## Palmares[3]

### PTS3
- 2019: 9e ITTU World Series, Milaan - 01:08:58
- 2019:  ITU World Series, Yokohama - 01:11:13
- 2019:  Nederlands kampioenschap, Hoofddorp - 01:10:55
- 2019:  ITU Wereldbeker, Besançon - 01:17:36
- 2019:  ITU Groupe Copley Series, Montréal - 01:10:29
- 2019:  Wereldkampioenschap, Lausanne - 01:16:41
- 2019:  Europees kampioenschap, Valencia - 01:11:59
- 2019:  ITU wereldbeker, Funchal - 01:10:32
- 2020:  Nederlands kampioenschap, Limburg - 01:05:02
- 2021:  ITU Wereldbeker, Yokohama - 01:05:59
- 2021:  ITU AJ Bell World Series, Leeds - 01:09:50
- 2021:  ITU Wereldbeker, Besancon - 01:15:07
- 2021:  Nederlands kampioenschap, Roermond - 01:11:30
- 2021:  Nederlands kampioenschap, Roermond - 01:11:30
- 2021:  Europees kampioenschap, Valencia - 01:09:58
- 2021:  Wereldkampioenschap, Abu Dhabi - 01:09:50
- 2022:  Europees kampioenschap, Olsztyn - 00:57:32
- 2022: DNS ITU Wereldbeker, Besançon - DNS
- 2022: DSQ ITU World Series, Montréal - DSQ
- 2022:  ITU World Sereis, Swansea - 01:08:19
- 2022:  ITU Wereldbeker, Alhandra - 01:11:24
- 2022:  Wereldkampioenschap, Abu Dhabi - 01:10:53
- 2023:  Europees kampioenschap, Madrid - 01:08:44
- 2023:  ITU Wereldbeker, Besançon - 01:17:48
- 2023:  ITU World Series, Montréal - 01:11:26
- 2023:  ITU World Series, Swansea - 00:34:26 (wielrennen werd overgeslagen)
- 2023:  ITU Wereldbeker, Parijs - 01:07:14
- 2023:  Nederlands kampioenschap, Roermond - 01:14:07

- 2023: 4e Wereldkampioenschap, Pontevedra - 01:12:20
- 2023:  ITU Wereldbeker, Málaga - 01:10:31
- 2024:  ITU World Series, Devonport - 01:11:36
- 2024:  ITU World Series, Swansea - 01:10:56
- 2024:  Paralympische Zomerspelen, Parijs - 01:09:24